# Союз независимых социал-демократов
Союз независимых социал-демократов (серб. Савез независних социјалдемократа — СНСД) — социал-демократическая партия, действующая в Боснии и Герцеговине. Лидер партии — Милорад Додик.

## История
Партия была основана 10 марта 1996 года, вскоре после окончания войны в Боснии и Герцеговине, из членов Независимого депутатского клуба Республики Сербской под названием Партия независимых социал-демократов. В 1999 году к ПНСД присоединилась Социально-либеральная партия. После объединения с Демократической социалистической партией в 2001 году партия изменила название на современное. В 1998—2001 и с 2006 года — правящая партия в Республике Сербской.

## Участие в выборах
На парламентских выборах 3 октября 2010 года партия получила 8 депутатских мандатов в Палате представителей Парламентской Скупщины — 269,007 (43,3 %) голосов и 8 мандатов в Республике Сербской и 8 810 (0,86 %) и 0 депутатских мандатов в Федерации Боснии и Герцеговины. На прошедших одновременно президентских выборах кандидат от партии Небойша Радманович был переизбран одним из трёх президентов — членов Президиума Боснии и Герцеговины. Радманович избирался от сербской общины и получил 295 624 (48,9 %) голосов. Партия также собрала 240 727 (38 %) голосов и 37 депутатских мандатов (из 83) на выборах Народную Скупщину Республики Сербской и 9 505 (0,93 %) голосов и 1 депутатский мандат (из 98) — в Парламент Федерации Боснии и Герцеговины.

## Международное сотрудничество
Партия являлась членом Социалистического интернационала с 2008 года, но в 2012 году была исключена за «националистический и экстремистский» политический курс.
СНСД сотрудничает с рядом пророссийских партий Восточной Европы, в том числе и с правящей партией России «Единая Россия». Неоднократно представители СНСД подписывали соглашения о сотрудничестве с представителями «Единой России».
В 2016 г. СНСД присоединился к резолюции, поддержавшей декларацию балканских партий, поддержавших идею военного нейтралитета в регионе.
В 2018 году представители СНСД подписали соглашение о сотрудничестве с правящей партией Южной Осетии «Единая Осетия».